# AFK 아레나
《AFK 아레나》(AFK Arena)는 릴리스 게임즈가 개발한 모바일 RPG 게임이다. 글로벌 런치는 2019년에, 국내에선 2020년에 출시되었다. 개성 넘치는 캐릭터와 화려한 일러스트, 깊이 있는 스토리를 바탕으로 한 유럽풍 방치형 게임이다.

## 세계관
처음, 세상은 끝없는 안개로 뒤덮여 있었다.
세월이 흘러, 안갯속에서 의식을 가지고 생겨난 태초의 영혼은 헤르시몬이었다. 그는 신과 만물을 창조하고, 그들에게 삶의 터전을 마련해주기 위해 안개를 몰아내며, 이 세계를 창조했다. 헤르시몬이 창조한 신들 중에서 가장 최초로 만들어진 신은 듀라와 아르키온이며, 그 둘은 각각 생명과 죽음을 주관하는 신이었다.
생명을 주관하는 신으로서 듀라는 인간의 존경을 받았지만 망자의 세계를 다스리고 있는 죽음의 신 아르키온은 창조신의 선택에 대해 큰 불만을 가지고 있었다. 듀라에게는 만물의 존경을 받을 수 있는 직책을 주었지만, 자신에게는 단지 차가운 지하세계에서 죽은 자를 다스리는 일만 주었다는 것이 그의 질투심을 하루하루 자극하였다. 질투에 눈이 먼 아르키온은 더 이상 망자의 세계를 관리하지 않았기에 죽은 자들은 다시 산 자의 세계로 돌아갈 수 있는 방법을 찾게 되고, 악마의 도살과 망자들의 귀환은 세상을 더욱 혼란에 빠지게 만들었다.
생명의 수호자로서 듀라는 자신의 역할을 다해, 인간들을 이끌고 악마들과의 전쟁을 시작하였다. 수많은 전쟁을 거쳐, 드디어 악마들을 봉인한 듀라는 력의 쇠퇴로 인해 더 이상 신의 형태로 유지할 수 없게 되고 인류의 미래를 위해 최후의 힘을 아티팩트에 주입해, 대륙 각 지에 봉인해두었다.
남은 신들은 듀라에 뒤이어, 자신의 직책에 충실하며 악마를 봉인한 곳을 진압해왔다. 하지만 중생의 신앙심은 나날이 약해지고, 신앙심의 힘의 원천으로 삼은 신들의 권능도 점차 쇠약해져갔다. 더 이상 봉인을 온전하게 진압할 수 없게 된 시기에 고대의 악마들은 자신의 힘을 봉인의 틈을 통해 이 세상에 전달하였고, 악마의 힘에 영향받은 생명은 욕망과 공포, 그리고 질투와 분노의 노예가 되어가고 말았다.
고대의 악마는 다시 봉인에서 풀려나고 대륙에 파멸적인 재앙을 가져왔다. 봉인에서 뿜어 나온 에너지는 산지와 하천을 파괴했고 신들마저 신격을 잃게 되었고 어쩔 수 없기 하계의 종족과 손잡고 악마들과 맞서 싸우게 되었지만 각 종족 간에 분쟁과 충돌은 이미 오랫동안 지속돼 왔던 바이다.
무의미한 분쟁은 세게의 파멸을 가속시킨다는 것을 꺠달은 중생들은 서로 간의 원한을 버리고 힘을 합쳐, 악마로부터 이 세상을 지키기로 맹세했다.

## 플레이 방식
앞열에 2명의 영웅, 뒷열에 3명의 영웅을 배치하여 전투를 벌인다. 레벨업을 통해 영웅의 공격력, 방어력을 높이고 영웅의 등급을 진급시켜 영웅의 능력치를 강화시킬 수 있다.

## 특징
- 역대급 퀄리티의 영웅 캐릭터 일러스트

켈트 신화에서 영감을 받아 탄생한 완성작, 수집 욕구를 자극하는 최상급 퀄리티의 영웅 캐릭터 일러스트
- 손가락 하나로 지배하는 방치형 시스템

영웅 필살기 자동 시전, 접속하지 않아도 저절로 강해지는 방치형 시스템
- 무제한 던전 공략 시스템

로그라이크 요소가 가미된 이계의 미궁 던전, 자신만의 스타일대로 공략 가능한 시간의 정원 등 던전들을 언제든지 원하는 시간에 원하는 만큼 플레이할 수 있다.
- 다양한 조합이 가능한 레벨 공유 시스템

레벨 공유 시스템을 통해 적은 자원으로 캐릭터들을 육성하고, 다양한 조합을 시도할 수 있다.
- 전세계 유저들과 펼치는 글로벌 경쟁 아레나

전세계의 유저들과 길드를 만들어 다함께 강력한 길드 보스에 도전할 수 있다. 또한 챔피언스리그 아레나 시스템을 통해 공정한 환경에서 누구나 챔피언의 자리에 도전할 수 있다.
- 간단하지만 결코 쉽지 않은 전략적 대전

5명의 영웅 조합으로 맞붙는 전장을 통해 전략적 플레이를 체험할 수 있다. 영웅 인연, 종족 상성, 진형 설정, 스킬 조합 등 몇 번의 터치로 게임 진행이 가능하다.

## 영웅

### 레오프론
- 레오프론은 듀라의 가장 헌신적인 숭배자 및 추종자들로 이루어진 파벌로써, 듀라의 이름으로 싸우는 영웅들이다. 그들은 주로 악마, 트라이브, 그레이브본과 싸운다. 악으로부터 에스페리아 땅을 회복하는 것이 그들의 주된 목표.

- 레오프론은 트파이브에게 강하지만, 그레이브본에게는 약하며, 총 26명의 레오프론 영웅들이 있다.

- 레오프론은 대부분 인간으로 이루어져 있지만 난쟁이와 같은 다른 종족을 포함할 수 있다. 레오프론은 에스페리아에서 다른 파벌에 비해 마술에 대한 적응력이 가장 뛰어나고 기술적으로 가장 발달한 파벌이다. 원소 마법, 성광의 신성한 마법 등을 가지고 있다.

### 트라이브
- 트라이브는 사나운 용기와 야만적인 문화로 알려져 있다. 대부분 외부인에게 적대적이며, 오직 강한 자만이 살아남을 수 있다고 믿는다. 또한, 실용적이고 지략이 뛰어난 것으로 알려져 있다. 트라이브 영웅들 중 듀라 편에 서 있는지는 확인되지 않았다. 시간의 정원 이야기에 따르면, 그들은 악마를 섬겼다고 한다.

- 트라이브는 와일더스에게 강하지만 레오프론에게는 약하며, 총 24명의 트라이브 영웅들이 있다.

- 트라이브는 늑대, 곰, 매, 사자 같은 짐승이나 동물 같은 다양한 외모를 가지고 있다. 일부가 동물인 영웅이 존재하는 반면 귀와 꼬리 같은 동물 같은 특성만 가진 인간적인 형상을 한 영웅도 존재한다.

### 와일더스
- 와일더스는 자연을 중심으로 나타난다. 기술에 반영되었듯이 숲과 연관성을 가지고 있다.

- 와일러스는 그레이브본에게 강하지만, 트라이브에게는 약하며, 총 22명의 와일더스 영웅들이 있다.
- 와일더스는 트라이브처럼 귀, 꼬리, 뿔과 같이 동물과 같은 외모를 가지고 있다. 살아있는 식물도 존재하고 동물과 비슷한 외모를 가진 영웅도 존재한다.

- 와일더스는 숲과 위그드라실과의 마법적인 연결을 가지고 있는데, 이 연결고리는 종종 그들의 기술에서 보여진다. 듀라가 위그드라실을 심고, 와일더스에게 이별 선물로 인생의 봄을 남겼다고 한다. 그럼에도 불구하고, 와일더스는 듀라의 유물이 존재하는지에 대해 의심한다.

### 그레이브본
- 그레이브본은 죽음을 섬기고 망령으로 부활하며, 어둠의 마법과 괴력을 통해 불멸을 추구하는 영웅들이다. 그레이브본이 악마를 위해 복무하는지는 확인되지 않았다. 그레이브본 영웅들의 설화는 그들 자신의 갈등과 문제에 초점이 맞춰져 있다.

- 그레이브본은 레오프론보다 강하지만, 와일더스에게는 약하며 총 25명의 그레이브본 영웅들이 있다.

- 대부분의 그레이브본은 창백한 피부와 빛나는 녹색 눈을 제외하고는 휴머노이드와 닮았다. 뿔처럼 악마적인 모습을 보이거나 완전히 기형적인 모습을 하고 있다.

- 그레이브본은 죽은 상태에서 자라며, 전생에 대한 모든 기억을 잃고 굶주림과 불멸에 허덕이는 무념의 생물이 된다. 강력한 마법사이자 고대의 영혼인 퀘담(Quaedam)이 에스페리아 정복에 나서자 아벨이 지하세계의 통치자로 자리를 잡으면서 그레이브본이 조직되었다고 한다. 그는 가장 포악한 영혼들과 친교를 맺어 괴사술을 창안하고 영혼에 대한 대가로 불멸을 약속함으로써 산 자와 친교를 맺는 예술의 지식을 전파하였다. 그 결과, 그레이브본은 에스페리아에 있는 모든 파벌들 중에서 가장 비열한 파벌로 여겨진다.

### 반신
- 반신은 듀라의 밑에서 직접 복무하는 영웅이다. 그들은 듀라와 함께 악마와 싸웠다. 천상의 영웅들은 신화처럼 특정한 역할을 가지고 있다.
- 반신은 악마에게 강하며, 총 13명의 반신 영웅들이 있다.

### 악마
- 악마는 AFK아레나의 주요 빌런이다. 에스페리아 전역에 악을 퍼뜨려 듀라가 창조한 모든 것들을 파괴하는 것이 그들의 주된 목표이다.
- 악마는 반신에게 강하며, 총 12명의 악마 영웅들이 있다.

### 이계로부터 온 영웅
이계 영웅은 우주의 균열을 통해 에스페리아에 온 영웅이다. 총 12명의 이계 영웅들이 있다.

## 평가
- Graphic/Sound Rating: 4.5/5.0
- User Interface Rating: 3.5/5.0
- Gameplay Rating: 3.0/5.0
- Replay Value Rating: 4.0/5.0
- Overall Rating: 3.5/5.0[1]

2019년 4월 9일에 출시된 이후 지금까지 AFK 아레나는 구글플레이에서만 100만 회 이상 다운로드가 이뤄졌고, 현재 28만 명 이상의 사용자 점수로 별점 5점 중 4.4점에 머물고 있다. 아이튠즈 앱스토어에서는 별 5개 중 4.6개, 이용자 리뷰 11만 여 건을 기록하고 있다. 꾸준한 업데이트를 통해 버그를 고치고, 새로운 콘텐츠를 출시하고 있다는 점에서 주목할 필요가 있다고 평가받고 있다.